# مارك ماكورماك
مارك ماكورماك (بالإنجليزية: Mark McCormack)‏ هو محامي ولاعب غولف وقانوني وكاتب أمريكي، ولد في 6 نوفمبر 1930 في شيكاغو في الولايات المتحدة، وتوفي في 16 مايو 2003 في نيويورك في الولايات المتحدة.

## وصلات خارجية
- الموقع الرسمي
- مارك ماكورماك على موقع قاعة مشاهير كرة المضرب الدولية (الإنجليزية)
- مارك ماكورماك على موقع IMDb (الإنجليزية)